# Megacerus ripiphorus
Megacerus ripiphorus är en skalbaggsart som först beskrevs av Fahraeus 1839.  Megacerus ripiphorus ingår i släktet Megacerus och familjen bladbaggar. Inga underarter finns listade i Catalogue of Life.